# Кларсков, Денисе
Денисе Кларсков (дат. Denice Klarskov; род. 18 апреля 1986) — датская порноактриса и предпринимательница.

## Биография
Кларсков начала свою карьеру в 16 лет как фотомодель, снявшись в нескольких крупных журналах и войдя в финал конкурса красоты Miss Solskin. В возрасте 18 лет она снялась в своем первом порнофильме. В 2004 году она переехала в Лос-Анджелес, где несколько лет работала в американской индустрии для взрослых.
Кларсков является основателем и владельцем «DK Production», датской компании по производству порнофильмов.
В течение недели она работала в качестве приглашенной радиоведущей в радиошоу «Anne og de herreløse hunde — nu uden Anne» на ANR (Aalborg Nærradio). В 2012 году Кларсков стала темой одного из эпизодов документального сериала Эмиля Торупа «Emils damer», транслируемого на DR HD.
Она замужем и живет в Лундбю.